# Шаронов Роман Сергійович
Рома́н Сергі́йович Шаро́нов (нар. 8 вересня 1976 року, м. Москва, РРФСР) — російський футболіст, захисник. Захищає кольори казанського «Рубіна» та збірної Росії. Учасник Чемпіонату Європи 2004 року. Був у заявці збірної Росії на Євро-2012.

## Клубна кар'єра
Роман Шаронов — вихованець футбольної школи «Локомотив» (Москва). Не пробившись до основного складу московського клубу, Шаронов у 1997 році перейшов у китайський клуб другої ліги «Фубао», однак півроку потому повернувся до Росії, приставши на пропозицію красноярського «Металурга». У 1999 році «Металург» вийшов до першого дивізіону, а Шаронов, відігравши в красноярському клубі ще півроку, перейшов до складу казанського «Рубіна». У 2002 році «Рубін» став чемпіоном першого дивізіону та завоював путівку до прем'єр-ліги.
У вищій лізі Шаронов дебютував 16 березня 2003 року. А першим забитим м'ячем відзначився 11 липня того ж року в матчі проти рідного «Локомотива» (1:1). За підсумками сезону-2003 дебютант прем'єр-ліги «Рубін» посів третє місце в чемпіонаті, випередивши саме «залізничників» на одне очко.
Після закінчення контракту наприкінці 2004 року Шаронову не вдалося продовжити відносини з казанським клубом, у якому він провів 6 років. У січні 2005 року Роман до лав грозненського «Терека». Цей рік став невдалим для команди Шаронова — завершивши чемпіонат на останньому місці, «Терек» повернувся у перший дивізіон. Незважаючи на бажання покинути команду, Шаронову довелося залишитися, виконуючи умови дворічного контракту. У 2006 році він зіграв за грозненський клуб лише в половині матчів першого дивізіону.
У січні 2007 року Шаронов підписав дворічний контракт з ярославським «Шинником» — основним кандидатом на вихід у прем'єр-лігу. «Шинник» у підсумку і став переможцем чемпіонату в першому дивізіоні, виконавши завдання з повернення у вищу лігу за один рік.
На початку 2008 року Шаронов залишив «Шинник», незважаючи на діючий контракт з клубом, через невиконання деяких умов угоди з боку ярославців. 13 лютого 2008 Роман повернувся до «Рубіна», підписавши контракт строком на два роки. Перший же матч за казанський клуб Шаронов провів проти московського «Локомотива», відзначивши своє повернення до команди голом. Цей гол став для нього єдиним у сезоні.
У грудні 2009 року Шаронов подовжив угоду з «Рубіном» до 2012 року. Того ж місяця переніс операцію на хрестоподібних зв'язках коліна, що спричинила собою майже піврічний строк відновлення.
10 квітня 2011року Роман провів 200-й матч у складі казанського клубу в чемпіонатах Росії. Сталося це у поєдинку проти «Спартака» (Нальчик)

## Виступи у збірній
Роман Шаронов дебютував у збірній Росії 31 березня 2004 року у матчі проти болгар. Протягом 2004 року був одним з основних гравців збірної, взяв участь у двох матчах фінальної частини Чемпіонату Європи 2004. Однак потім місце в збірній втратив і не повертався до неї аж до 2012 року, коли Дік Адвокат оголосив розширений список гравців, що мали готуватися до Євро-2012. Виклик Шаронова тренер мотивував тим, що збірній потрібні досвідчені авторитетні гравці, однак на полі Шаронов на чемпіонаті так і не з'явився.
| 01. | 31.03.2004 | Болгарія   | «Васіл Левскі», Софія        | Болгарія — Росія   | 2-2 | Товариський матч         |  |          |  |
| 02. | 28.04.2004 | Норвегія   | «Уллевол», Осло              | Норвегія — Росія   | 3-2 | Товариський матч         |  |          |  |
| 03. | 25.05.2004 | Австрія    | «Арнольд Шварценеггер», Грац | Австрія — Росія    | 0-0 | Товариський матч         |  |          |  |
| 04. | 12.06.2004 | Португалія | «Алгарве», Фару              | Іспанія — Росія    | 1-0 | Чемпіонат Європи 2004    |  | 18', 88' |  |
| 05. | 20.06.2004 | Португалія | «Алгарве», Фару              | Греція — Росія     | 1-2 | Чемпіонат Європи 2004    |  | 15'      |  |
| 06. | 18.08.2004 | Росія      | «Динамо», Москва             | Росія — Литва      | 4-3 | Товариський матч         |  |          |  |
| 07. | 04.09.2004 | Росія      | «Динамо», Москва             | Росія — Словаччина | 1-1 | Відбірковий матч ЧС-2006 |  |          |  |
| 08. | 25.05.2012 | Росія      | «Локомотив», Москва          | Росія — Уругвай    | 1-1 | Товариський матч         |  |          |  |

## Досягнення
Командні трофеї
 Рубін (Казань)
- Чемпіон Росії (2): 2008, 2009
- Бронзовий призер чемпіонату Росії (2): 2003, 2010
- Володар Кубка Росії (1): 2012
- Володар Суперкубка Росії (2): 2010, 2012
- Переможець першого дивізіону Росії (1): 2002

 Шинник (Ярославль)
- Переможець першого дивізіону Росії (1): 2007

Особисті здобутки
- У списках «33 найкращих футболістів чемпіонату Росії» (1): № 1 (2009), № 3 (2003)

## Сім'я
- Дружина — Надія Шейн, у минулому ведуча казанського телеканалу «Ефір». Має трьох дітей у цьому шлюбі — доньки Маруся (2005 р.н) та Василіса (2010 р.н.), а також син Лев (народився 7 жовтня 2011 року)[5].
- Від першого шлюбу має доньку Анастасію (1998 р.н.), яка живе у Митищах.